# Средиземноморски гори, редколесия и храстови биоми
Средиземноморските твърдолистни вечнозелени гори и храсти, известни още като средиземноморски гори, субтропически твърдолистни гори и храсти и средиземноморска зона са природна зона, разположена в районите със субтропичен климат, най-често между 30-ия и 40-ия паралел.
Зоната притежава уникално биоразнообразие и много ендемични видове. Оттук произхождат множество земеделски култури като маслината и корковия дъб. Тъй като зоната е гъстонаселена и климатичните и условия са много подходящи за земеделие, растителният и животинският свят са застрашени от изчезване.
Тя е от основните хабитатни типове във физикогеографската класификация на Световния фонд за природата.

## Обхват
Твърдолистните гори и храсти заемат Средиземноморието, част от северозападна Африка (предимно на територията на Мароко), Капската провинция в югозападната част на ЮАР, югозападният край на Австралия, централната част на Чили в Южна Америка и Калифорния в Северна Америка.

## Климат
Твърдолистните гори и храсти попадат в зоната на субтропичния климатичен пояс. Тъй като този тип климат е характерен за районите около Средиземно море, той е наричан още и с популярното название Средиземноморски климат. Зимата, която в северното полукълбо продължава от декември до март, а в южното – от юни до септември, се характеризира с хладно време, но с положителни температури (7 – 14 градуса °С) и значителни валежи. Лятото е горещо и сухо, като температурите често надхвърлят 30 °С. Годишното количество на валежите е ниско (250 – 600 мм).

## Основна характеристика
Зоната на твърдолистните гори и храсти обединява различни биоми, чиито характеристики се определят от доминиращите растителни съобщества. В този смисъл могат да се отличат 3 основни подзони със специфична растителност:
- Твърдолистни широколистни гори. Доминират в регионите, където количествата на валежите са по-високи. Ландшафтът представлява предимно гъста широколистна вечнозелена гора с подлес в по-влажните райони. Срещат се видове, които са характерни за широколистните гори в умерените ширини, като дъбовете. Различното при дърветата от тази зона обаче е, че те са вечнозелени и не губят листната си маса през зимата. В определени райони се срещат и иглолистни дървета, чиито иглички са приспособени да задържат влагата през горещите лета. Разпространени са в по-голямата част от Пиренейския и Апенинския полуострови, както и на Балканите по крайбрежието на Далмация и в северна и централна Гърция, югозападна Австралия, централно Чили и Калифорния.
- Храстови съобщества. Това са предимно райони с по-сух климат (под 350 мм годишни валежи). Доминират високи и гъсти храсти като маките в Средиземноморието. Дърветата са нарядко и имат солидна коренова система.
- Степно-пасищна. Тази зона се характеризира с рядка растителност, открити тревни пространства с редки храстови формации и единични дървета. Днес тази зона почти не се среща в диво състояние, тъй като пасищата са култивирани за земеделие и животновъдство.

## Флора
Названието на зоната идва от твърдите, тъмни и месести листа на много от вечнозелените растения. Тази особеност е приспособление, благодарение на което растенията задържат влагата през сухото и горещо лято. Твърдолистните гори и храсти са сред зоните с най-голямо многообразие на растителните видове.
Смята се, че тук са съсредоточени около 7% от всички растителни видове на планетата, като много от тях са ендемити. Особено забележителни в това отношение са Калифорнийската флористична област на западното крайбрежие на Северна Америка и Капският флористичен регион в най-южната част на Африка, където около 55 – 60% от растенията са ендемити. Сред тях има множество видове пъстри цветя. Много дървесни видове като маслината се отличават с масивна и дълбока коренова система, която им позволява да оползотворяват максимално оскъдната влага през лятото. Най-характерните за зоната дървета са кипарисите, дъбовете, буковете, лавровите и дафиновите дървета и пиниите. Средиземноморието е родина на важни културни растения като маслината, дафиновото дърво и корковия дъб. Специално внимание заслужават горите в югозападна Австралия, които имат различна растителност, специфична за този континент като евкалиптите. 

## Фауна
Поради гъстотата на населението и интензивното използване за стопански цели, голяма част от животните в тази зона са изчезнали или са на прага на изчезването. Ареалът им е твърде ограничен, а популациите – малобройни. В Средиземноморието се срещат елени, сърни, диви котки, в по-отдалечените и планински части – мечки и вълци. Въпреки че Африка е сред континентите с най-голямо разнообразие сред животните и особено мегафауната, тази зона в Капската област е доста бедна на едри животни. Преобладават преди всичко птиците, които тук са особено разнообразни. Правят впечатление птиците – нектарници, които се хранят с нектара на многобройните видове цветя, както и огромният брой пеперуди. В Австралия фауната е много по-представителна, защото тук се срещат кенгурута, коали, птицечовки, ехидни и др.

## Регионални особености
Тъй като са разположени на 6 континента в двете полукълба, на много големи разстояния едни от други, твърдолистните гори в различните региони се различават поради твърде различните особености на континентите.

### Средиземноморие
Това е най-обширният екологичен район в тази природна зона и неслучайно е дал името на целия биом. Обхваща районите около Средиземно море в Южна Европа, Близкия изток и северна Африка. В регионите с по-значителни годишни количества валежи пребладава горската твърдолистна и иглолистна растителност, която тук е представена от видове, като средиземноморски бор, кипарис, корков дъб, лаврово дърво, пиния. Особено голямо е разнообразието на растителния свят в Източното Средиземноморие – на Балканите, в Леванта и Мала Азия. Освен гореизброените тук се срещат и видове като кедър, маслина, дафиново дърво.
Много от регионите в Средиземноморието са покрити с храстова растителност, сред която доминират маките и храстите фригана.
Животинският свят на Средиземноморието е доста беден, като се има предвид древната история на заселеност и интензивно селско стопанство в региона. В миналото този регион е имал богата фауна и са се срещали дори видове като лъвове, леопарди, слонове, повече видове птици и влечуги. Много от тези животни обаче са изчезнали поради промени в климата и натиска на човешкото въздействие от хилядолетия. До началото на 1 хилядолетие пр.н.е. лъвове са се срещали в горите на Балканския полуостров (включително в България). Тяхната популация още тогава вероятно е била ниска и това, в съчетание с по-гъстото населване на района и избиването им, тъй като са нападали стадата на домашните животни е довело до пълно изчезване на вида. Не е ясно кога точно изчезва този вид от Балканите. В древногръцки източници се говори за лъвове в района дори в края на 2 век пр.н.е. Със сигурност те изчезват до 1 – 2 век. Много учени смятат, че тези лъвове са от един вид заедно с атлаския лъв (Panthera leo leo), който съществува до 1942 г. в горите на Алжир и Мароко.
Днес животинският свят се състои от лисици, чакали и катерици в Европа. Уникален вид е иберийския рис, който е на прага на изчезването и живее само в резервата „Кото Доняна“ в Испания. На Балканите биоразнообразието е по-голямо и тук се срещат повече видове птици, костенурки и дори мечки. В Северна Африка и в Гибралтар се срещат маймуни от вида макак. Срещат се и хамелеони (в Северна Африка и Леванта).

### Капски флористичен регион
Това е регионът с най-голямо видово разнообразие в цялата зона и едно от местата с най-много ендемични видове на планетата. Тук живеят над 55% от всички растителни и животински видове в тази природна зона.
Особено забележително е многообразието сред растенията, които са представени от над 9000 вида (74% от видовете в цялата природна зона), от които 6200 са ендемити. Това е впечатляващо биоразнообразие в световен мащаб, като се има предвид, че Капската флористична област заема площ от едва 46 000 кв. км, т.е. около 2,3 пъти по-малка от България. Ландшафтът на областта представлява редки гори и храсти, като пейзажът е изпълнен с ниски растения с ярки съцветия. Сред множеството ендемити са левкадендроните, цветните растения Protea и много други.
Заселването на европейците още от 17 век, когато се установяват нидерландците и особено през 19 век, след като областта попада под британски контрол, изсичането на гори за стопански нужди и интензивния лов за трофеи довеждат до унищожаване на голяма част от биоразнообразието, като най-потърпевши са едрите представители на животинския свят като капския лъв (Panthera leo melanochaita) и зебрата куага, които са били ендемити за тази малка област.
Регионът се отличава с огромното разнообразие на видове птици, сред които най-много са птиците – нектарници, поради множеството видове цветя.

### Калифорнийска флористична област
Калифорнийската флористична област заема малка ивица от западното крайбрежие на Северна Америка, на територията на американския щат Калифорния. Областта е уникална със своите 3448 вида растения, 60% от които не се срещат никъде другаде по света. Сред ендемитите са храстите елда и осилестите борове. Едно от най-забележителните дървета тук е гигантската секвоя, чиито представители са едни от най-високите дървета в света, извисяващи се до 100 метра височина.
Поради гъстата населеност на района и последвалото обезлесяване територията на тези гори е твърде ограничена и днес тя се счита за най-малката по площ твърдолистна гора в света.
От животинските видове тук се срещат само някои видове диви овце, гущери и катерици.

### Югозападна Австралия
Това е най-забележителният екорегион от зоната на твърдолистните гори и храсти, поради естеството на австралийската природа, известна със своята уникалност като флора и фауна. Зоната обхваща само крайните югозападни части на Австралия и малка част от Нов Южен Уелс в югоизточната част на континента. Регионът може да се похвали с огромния брой ендемити, особено сред растенията от семейство Протейнови. Най-характерни за югозападна Австралия, както и за много други места на този материк са евкалиптите. Отделни представители достигат височина над 120 метра и се смятат за най-високите дървета в света.
За разлика от останалите региони фауната тук е много разнообразна. Обитават преди всичко типичните представители на австралийския животински свят – кенгуру, ехидна, птицечовка, множество видове птици и влечуги, особено змии. Наличието на гори от евкалипт обуславя същестуваването и на един от символите на Австралия – коалата, която обаче се среща само в югоизточните части.

## Екорегиони

### Австралазия
- Гори и храсти на Суонската крайбрежна низина (Австралия)
- Джарахско-Карийски гори и храсти (Австралия)
- Ейрско-Йоркски мали (Австралия)
- Есперански мали (Австралия)
- Кулгардийски гори (Австралия)
- Маунтлофтийски гори (Австралия)
- Мърийско-Дарлингски гори и мали (Австралия)
- Наракуртски гори (Австралия)
- Югозападноавстралийски гори (Австралия)
- Югозападноавстралийски савани (Австралия)

### Афротропическа област
- Олбански гъсталаци (ЮАР)
- Планински фейнбоси и реностерфелди (ЮАР)
- Равнинни фейнбоси и реностерфелди (ЮАР)

### Неарктика
- Калифорнийски вътрешни чапарали и гори (САЩ)
- Калифорнийски крайбрежни чапарали (Мексико, САЩ)
- Калифорнийски планински чапарали и гори (САЩ)

### Неотропическа област
- Чилийски маторали (Чили)

### Палеарктика
- Анадолски иглолистни и листопадни смесени гори (Турция)
- Егейско-западнотурски склерофилни и смесени гори (Албания, България, Гърция, Северна Македония, Турция)
- Иберийски иглолистни гори (Испания)
- Иберийски склерофилни и полулистопадни гори (Испания, Португалия)
- Източносредиземноморски иглолистно-склерофилно-широколистни гори (Израел, Ирак, Йордания, Ливан, Палестина, Сирия, Турция)
- Илирийски листопадни гори (Албания, Босна и Херцеговина, Гърция, Италия, Словения, Хърватия, Черна гора)
- Италиански склерофилни и полулистопадни гори (Ватикана, Италия, Монако, Сан Марино, Франция)
- Канарски сухи гори (Испания)
- Корсикански планински широколистни и смесени гори (Франция)
- Критски средиземноморски гори (Гърция)
- Кипърски средиземноморски гори (Кипър)
- Пиндски смесени гори (Албания, Гърция, Косово, Северна Македония)
- Северозападноиберийски планински гори (Испания, Португалия)
- Североизточноиспански и южнофренски средиземноморски гори (Испания, Италия, Франция)
- Средиземноморски акациево-арганиеви сухи гори и сукулентни гъсталаци (Западна Сахара, Мароко)
- Средиземноморски гори (Алжир, Либия, Мароко, Тунис)
- Средиземноморски сухи гори и степи (Алжир, Египет, Либия, Мароко, Тунис)
- Тиренско-Адриатически склерофилни и смесени гори (Италия, Малта, Франция)
- Югозападноиберийски средиземноморски склерофилни и смесени гори (Гибралтар, Испания, Португалия)
- Югоизточноиберийски храсти и гори (Испания)
- Южноанадолски планински иглолистни и листопадни гори (Израел, Ливан, Сирия, Турция)
- Южноапенински смесени планински гори (Италия)

## Екология
Твърдолистните гори покриват райони, които са гъсто населени или са сред центровете на човешката култура от хилядолетия. Огромна част от техния ареал е унищожен от човека, немалко от видовете флора и фауна са изчезнали. Човешкия натиск продължава и днес, въпреки че във всички страни в обхвата на зоната има добре организирани и ефективни природозащитни стратегии. Високите температури през лятото често предизвикват опустошителни горски пожари, които унищожават големи площи, заети с гори.